# Edgar Quinet
Edgar Quinet, född 17 februari 1803 i Bourg-en-Bresse, död  27 mars 1875 i Paris, var en fransk historiker, författare och politiker. Han ligger begravd på Montparnassekyrkogården.
Quinet tillbringade ett par av utbildningsåren i Heidelberg och utgav 1827 en tolkning av Herders Ideen, som efterföljdes av en serie artiklar i Revue des deux mondes såsom fortsättning på Mme de Staëls De l'Allemagne. Han hade sina rötter i romantiken och var en bland de livfullaste av de många gestalter på gränsen mellan diktning och vetenskap. Sedan Quinet efter hemkomsten deltagit i en vetenskaplig beskickning till Morea och såsom frukt därav 1830 utgav undersökningar De la Grèce moderne et de ses rapports avec l'antiquité, ägnade han 1830-talet till stor del åt episk-filosofisk diktning. 
I början av 1840-talet öppnade Quinet, samtidigt med sin vän Michelet - och delvis i samarbete med denne, ett våldsamt demokratiskt och antiklerikalt härnadståg och publicerade under de närmaste åren många stridsskrifter och måste därför gå i landsflykt 1852 till Belgien och Schweiz, varifrån han kom tillbaka efter 18 år, efter det fransk-tyska kriget. År 1871 invaldes han i Nationalförsamlingen, och tillhörde där den yttersta vänstern och bedrev nu en lika nitisk propaganda mot det nya Tyskland som i sin ungdom för det gamla.